# ジャン・ユスターシュ
ジャン・ユスターシュ（Jean Eustache、1938年11月30日 - 1981年11月5日）はフランスの映画監督、脚本家、編集技師。ポスト・ヌーヴェルバーグ の旗手として彗星のように登場し、ジャン＝リュック・ゴダール、フランソワ・トリュフォー、エリック・ロメールらに絶賛された。その作風と主題により特異なシネアストとして認識されているが、いまだに研究の余地の多い作家と目されている。

## 来歴・人物
- 1938年、仏ジロンド県ペサック生まれ。思春期をオード県ナルボンヌで過ごす。フィリップ・ガレルによると、父親は電車員らしい。
- 1958年、パリに上京し、シネマテークに通い始める。当時はフランス国鉄職員。そのころのちのプロデューサー、当時14歳の高校生ピエール・コトレルと出会う。アルジェリア戦争への徴兵を拒否、毒物を飲む。
- 1960年代初め、ヌーヴェルヴァーグの監督たちのもとに足しげく通い、批評を書き始める。とはいえ、『カイエ・デュ・シネマ』誌には一度も書くことはなかった。
- 1962年、ポール・ヴェキアリ監督の短篇『Les roses de la vie』の助監督につき、出演もする。
- 1963年、密かに撮っていた中編『わるい仲間』を『カイエ』誌の仲間に見せ、ゴダールらに絶賛される。次作『サンタクロースの眼は青い』のためにゴダールは、『男性・女性』の未使用フィルムを提供し、彼とアンナ・カリーナの製作会社「アヌーシュカ・フィルム」で製作することになる。撮影監督は前作同様フィリップ・テオディエールであるが、ネストール・アルメンドロスが撮影スタッフにつく。主演はジャン＝ピエール・レオ。1966年、この2作の中編をまとめて公開することになる。
- 1968年、中編ドキュメンタリー『ペサックの薔薇の乙女』を製作会社「レ・フィルム・リュック・ムレ」社（ムレ監督の会社）で製作。その後1971年、ムレの『ブリジット・ブリジット』の編集を担当することになるのだが、当時のユスターシュは、テレビドキュメンタリーシリーズ『われらの時代のシネアストたち Cinéastes de notre temps』の一編でジャック・リヴェットが演出した『ジャン・ルノワール第1部 Jean Renoir, le Patron I』（1966年）や、マルク'O監督の『アイドルたち』（ビュル・オジェ主演、1968年）の編集技師として活躍し、ゴダール『ウィークエンド』（1967年）にも出演している。
- 1973年、長編劇映画第一作『ママと娼婦』で第26回カンヌ国際映画祭審査員特別賞を受賞するも、その反時代的な作風からか会場の観客からはブーイングが起こった。同作は、ベルナデット・ラフォンとレオが主演、撮影監督ピエール・ロム、そしてロメールとバルベ・シュレデールの製作会社「レ・フィルム・デュ・ローザンジュ」が中心になって製作。『カイエ』誌の仲間であるジャン・ドゥーシェ、アンドレ・テシネ、そしてユスターシュ自身も出演している。この自伝的映画において、ラフォンの演じたマリーの実在するモデル、カトリーヌ・ガルニエは本作の衣裳デザインを担当していたが、ラッシュフィルムを観て絶望のあまり自殺する。
- 1981年11月4日、43歳の誕生日の数週間前にパリの自室でピストル自殺した。
- 生前、IDHECの教授を務めていた。また、当時は日本ではホール上映のみでごく一部の作品が熱狂的に受け入れられていたのだが、死後20年経過してから、DVD化や劇場公開の気運がたかまり、よく知られる映画作家となった。10歳下の親友フィリップ・ガレルは『愛の誕生』（1993年）をはじめ、たびたびユスターシュの記憶を映画に反映させている。
- 1992年9月15日、ある新人監督による長編劇映画『Les Arpenteurs de Montmartre』が公開される。監督はユスターシュの息子のボリス（1960年 - ）、『ナンバー・ゼロ』にも『アリックスの写真』にも出演していた。ちなみに『ナンバー・ゼロ』に主演した盲目の老婆オデット・ロベールはユスターシュの祖母。

## 作風
ユスターシュの映画理論の根幹には、映画勃興期に分かたれた劇映画と記録映画の境界についての考察があり、最初期の映画作法（リュミエール兄弟）にまで立ち帰るべきだという反現代的な、映画のプリミティズムのようなものも繰り返し実験されている。そこにはほぼ同時代の松本俊夫の提唱したネオドキュメンタリズム理論に通じるところはあるものの、ユスターシュに関しては現実社会に対しての政治的なコミットメントの色合いはあまり含まれていないと言うことが出来る。その理論の色濃い体現といえる作品としては「不愉快な話」が最も顕著な例としてあげられ、この映画では同じ噂話を、噂話をしている当人を記録として撮ったものと、同じ話を俳優に台詞として与えて撮ったものとの二部構成という態をとっている。また代表作のひとつ「ママと娼婦」では実在のモデルの口答をテープに録音し、すべてそれのとおりに俳優に喋らせるという演出を行っている。本作では映画の常套句とも言えるBGMやアフターレコーディングの手法は廃され、すべて現場で収録された音のみが使われている。

## 監督作品
- 1963年 - La Soirée（短編、未完）
- 1963年 - わるい仲間 Les Mauvaises Fréquentations（中編）
- 1966年 - サンタクロースの眼は青い Le Père Noël a les yeux bleus（中編）
- 1970年 - 豚 Le Cochon（中編）
- 1971年 - ナンバー・ゼロ Numéro zéro（長編ドキュメンタリー）
- 1968年 - ペサックの薔薇の乙女 La rosiere de Pessac（中編ドキュメンタリー、テレビ映画）
- 1973年 - 『ママと娼婦』 La Maman et la Putain（カンヌ国際映画祭 審査員特別グランプリ受賞）
- 1974年 - ぼくの小さな恋人たち Mes petites amoureuses
- 1977年 - 不愉快な話 Une sale histoire（中編、ドキュメンタリーとフィクションの二部構成）
- 1979年 - ペサックの薔薇の乙女'79 La rosiere de Pessac 79（ドキュメンタリー、テレビ映画）
- 1980年 - ヒエロニムス・ボスの《快楽の園》 Le jardin des delices de Jerome Bosch（短篇）
- 1980年 - 求人 Offre d’emploi（オムニバス作品の一短編）
- 1981年 - アリックスの写真 Les Photos d'Alix（セザール賞短編賞、モントリオール世界映画祭短編部門金賞）

## 関連書籍
- Jean Eustache / Alain Philippon. - Cahiers du Cinéma 1986. ISBN 2866420438
- Mes années Eustache / Evane Hanska. - Paris : Flammarion 2001. ISBN 2080679201
- 遠山純生『ジャン・ユスターシュ』、エスクアイア マガジン ジャパン、2001年3月。ISBN 4872950755
- 須藤健太郎『評伝ジャン・ユスターシュ: 映画は人生のように』、共和国、2019年4月。ISBN 4907986548